# Браун (окръг, Тексас)
Вижте пояснителната страница за други значения на Браун.
Окръг Браун (на английски: Brown County) е окръг в щата Тексас, Съединени американски щати. Площта му е 2479 km², а населението - 37 674 души (2000). Административен център е град Браунуд.